# 灵泉寺石刻
灵泉寺石刻，是位于中国山东省泰安市东平县梯门镇东沟流村的宋代、明代石刻，2016年入选泰安市第四批文物保护单位。
灵泉寺石刻有十余尊佛教造像，附近还分布有灰骨龛。